# Rio Capivari (vattendrag i Brasilien, Minas Gerais, lat -21,88, long -46,25)
Rio Capivari är ett vattendrag i Brasilien.   Det ligger i delstaten Minas Gerais, i den sydöstra delen av landet, 700 km söder om huvudstaden Brasília.
Omgivningarna runt Rio Capivari är huvudsakligen savann. Runt Rio Capivari är det glesbefolkat, med 19 invånare per kvadratkilometer.